# ケネス・ホィッティング
ケネス・ホィッティング（Kenneth Whiting, 1881年7月22日-1943年4月24日）はアメリカ海軍の軍人、最終階級は大佐。
潜水艦搭乗員の先駆者の一人であり、海軍における航空作戦に長く携わった事で最もよく知られるアメリカ海軍の将校である。第一次世界大戦ではヨーロッパに到着した最初のアメリカ軍を指揮した。戦後はアメリカにおける空母の開発に尽力し、アメリカ海軍の「空母の父」と呼ばれた。アメリカ海軍の初期の空母6隻のうち5隻の設計または建造に関与し、アメリカ海軍で最初に就役した空母の司令官代理を務め、アメリカの最初の空母2隻の司令官を歴任している。アメリカ海軍の空母艦隊の開発初期において、現在の空母でも使用されている多くの艦載機の革新的な技術を主導した。

## 生い立ち
1881年7月22日、マサチューセッツ州ストックブリッジで生まれ、幼少の頃にニューヨーク州のラーチモントに移った。1900年9月7日に海軍士官候補生に任じられ、1901年にメリーランド州アナポリスの海軍兵学校で士官候補生となった。1905年1月30日に海軍兵学校を卒業した後、装甲巡洋艦ウェストバージニアに乗艦した。いくつかの資料によると、1907年1月31日または1908年2月25日に少尉となったと記録されている。
1907年6月、ホィッティングはウェストバージニアを離れ、アジア艦隊の砲艦コンコードへ配属され、1908年5月には蒸気船サプライに転属となった。

## 潜水艦勤務
1908年8月から10月にかけて再びコンコードに短期間乗艦した後、ホィッティングは潜水艦任務に志願し、フィリピンのルソン島カビテにて潜水艦シャークの指揮官に任命され、艤装を指揮した。その後、1908年11月20日にカビテにて潜水艦ポーパスの指揮官に就任した。
1909年4月15日、ホィッティングはポーパスにて6名の乗員とともに通常の航行に出た。ポーパスがマニラ湾の水深20フィート（6.1メートル）で船体の水平を保持した際、ホィッティングは魚雷発射管を通って潜水艦から脱出できる事を自分自身で証明すると乗員に伝えた。彼はポーパスの18インチ（460ミリ）の魚雷発射管に入り、乗員が内側のドアを閉めた。発射管の外部ハッチが開かれると、ホィッティングは77秒かけて潜水艦から脱出、海面へ到達し、ポーパスは直ちに彼を回収した。その日のポーパスの航海日誌には、「ホィッティングは潜航中の潜水艦から魚雷発射管を通って脱出する実験を行った」とだけ記されていた。彼は実験に関して艦隊指揮官のガイ・W・S・キャッスル大尉に報告し、キャッスルは実験の詳細に関する報告書を提出した。
1910年9月、ホィッティングはポーパス艦長の任を終え、アメリカ艦隊総軍の潜水艦C-3の指揮を執ることになった。1911年1月、彼はバージニア州ニューポートニューズのニューポート・ニューズ造船所赴き、1912年10月28日に就役したG-1の初代指揮官となった。

## 海軍航空隊
1910年、ホィッティングは潜水艦時代の友人であるセオドア・G・エリソンとともにグレン・カーチスのパイロット養成学校に応募した。エリソンは合格し1911年に初の海軍飛行士となったが、ホィッティングは合格せず、潜水艦の任務を続けた。しかし1914年6月29日、ホィッティングはオハイオ州デイトンのライト社の飛行訓練に参加し、真の先駆者として名を残すことになる海軍航空の経歴を歩み始めた。ライト兄弟から個人的に飛行訓練を受けた最後の海軍士官であり、ホィッティングは1914年9月6日に第16海軍航空隊に任命された。
その後、ホィッティングはフロリダ州ペンサコーラの海軍航空基地配属となった。1916年11月には装甲巡洋艦ワシントン（1916年12月1日にUSSシアトルへ改名）に乗艦し、同艦に所属する水上飛行機部隊を指揮を執った。
ホィッティングは1928年に設立された、初期のパイロットの歴史を専門とする組織である「Early Birds of Aviation」の一員となる。

### 第一次世界大戦
1917年4月6日、アメリカは第一次世界大戦に参戦し、ホィッティングは第一海軍航空隊（または第一航空分遣隊）の指揮官に選ばれ、
1917年5月に給炭艦ネプチューンに配属されることになった。
ネプチューンとプロテウス級給炭艦の2隻は大西洋を渡ってフランスに向かい、ヨーロッパで戦闘のために上陸した最初のアメリカ軍部隊となった。ジュピターは1917年6月5日にポーイヤックに、ネプチューンは6月8日にサン・ナゼールに入港した。
漠然とした指針しかなく、当初は航空機もなかったが、ホィッティングはアメリカ海軍航空のヨーロッパでの運用確立を目指した。1917年6月、彼はダンケルクをアメリカ海軍の航空基地として選定、1918年にアメリカ海軍の北部爆撃隊を設立するための基礎を築き、フランス人パイロットを指導した。
幾つかの情報源によると、ホィッティングは1918年6月1日または7月20日に中佐に昇進し、イギリスのキリングホルム第14および第15海軍航空基地を指揮した。
第一次世界大戦での功績により、ホィッティングは「大きな責任を伴う任務における格別の功労を称える」として海軍十字章を授与され、フランスからはレジオンドヌール勲章を授与された。

### 戦間期の空母提唱
ホィッティングは、アメリカ海軍の "空母の父 "とも呼ばれる。彼は1916年春から当時「飛行機母艦」と呼ばれていたものをアメリカ海軍が開発するよう働きかけ始め、1917年3月には早くもアメリカ海軍長官ジョセファス・ダニエルズに対して航空機カタパルトと飛行甲板を備えた艦船の採用を提案しており、アメリカ海軍は1861年から1865年のアメリカ内戦以降初めて何らかの航空船の運用について真剣に検討することとなる。
第一次世界大戦から第二次世界大戦にかけて、ホィッティングはアメリカ海軍が最初に配備した空母6隻のうち5隻の建造に貢献し、最初の2隻の指揮官を務めた。また、アメリカが空母と航空機の運用について多くの実験を行っていた時期に、最初の空母の指揮官代理を務めている。
第一次世界大戦後にアメリカに戻ったホィッティングは1919年にワシントンD.C.の海軍作戦本部海軍航空室に配属された。ヘンリー・C・マスティンやジョン・ヘンリー・タワーズを含む他の海軍飛行士とともにアメリカ海軍における空母の必要性についてアメリカ海軍の委員会で証言し、1919年4月には委員会が給炭艦ジュピターをアメリカ海軍初の空母に改造するという勧告に一部関与している。1919年7月11日、アメリカ合衆国議会はジュピターの空母への改装を承認し、後にラングレーと命名された。
1919年後半、ホィッティングは戦艦テキサスが航空機を用いた砲撃の射撃補正実験に成功し、航空機からの観測による射撃補正を行うことで高い精度が得られることが判明した事を理事会で証言し、航空機の索敵によって艦砲射撃の精度が最大200パーセント向上することを証明した。実験の成功によって海軍はすべての戦艦と巡洋艦に水上機を搭載するようになった。
1921年9月1日、ホィッティングは海軍に新設された航空局に異動し、継続してアメリカ海軍の空母部隊の提唱を続けた。ホィッティングが望んでいた空母は、サラトガおよびレキシントンの就役により、1927年に初めて登場した。

### 空母ラングレー
ホィッティングはラングレーの就役日である1922年3月20日に初代艦長として乗艦し、初代司令官も臨時で務め、アメリカ海軍航空母艦を指揮した最初の人物となった。ラングレーは戦艦に随伴するには速力が遅かったため、空母の運用という新しい海軍の戦法について研究するための実験艦としての運用が主な目的であった。
1922年10月17日にヴァージル・C・グリフィン中尉がヴォート VE-7でラングレーから初めて離陸し、10月26日にゴッドフリー・シャヴァリア中佐がエアロマーリン 39で初めて着艦した。1922年11月18日、ラングレーがバージニア州のヨーク川に停泊中、ホィッティング自身が海軍工場航空機PTを操縦し、空母から世界初のカタパルトによる航空機の発艦を行った。
ホィッティングは、空母航空の多くの基本的な考え方を確立したと評価されており、その大部分は彼の最初のラングレーの指揮を執っている最中に行われた。彼はラングレーに初のパイロット控え室を設置し、着艦技術推進のため空母に着陸するたびにカメラで撮影を行うよう指示し、着艦画像を海上で現像できるように暗室と写真室を船内に設置させた。ラングレーのパイロットは着艦の際に船員による支援などの信号システムを装備していなかったため、経験豊富なパイロットを「着陸信号係」または「着陸安全係」として配置し、安全な着陸を誘導することを提案した。また、ホィッティングはアメリカ海軍がパイロットの資格を空母の指揮官となるための条件とすることを決定する際にも影響を与えた。

### その後の任務
1924年7月、ホィッティングは航空局に戻り、副局長として勤務した。1926年9月にはニュージャージー州カムデンのブラウン・ボベリに出向き空母サラトガの建造を指揮し、1927年にアメリカ海軍第2の空母、かつ艦隊とともに行動できる最初の空母として就役した。1927年11月16日に艦長に就任し、1929年5月までその任を務めた。
1929年7月1日、ホィッティングは大佐に昇進し、1929年9月には艦隊航空部隊司令の補佐官兼参謀となった。
1930年8月、バージニア州ノーフォークの海軍航空局の指揮官となる。1933年6月15日にラングレーの指揮に戻り、1933年12月にニューポート・ニューズ造船所の乾ドックで新航空母艦レンジャーの艤装指揮のため同艦を離れた。1934年にはヨークタウンとエンタープライズの計画立案に尽力した。1934年6月にはサラトガに戻り、同艦の指揮官を務めた[60]。
1935年7月にサラトガを離れ、次に戦闘艦隊航空機飛行隊司令官となり、同時にハワイ準州の艦隊航空基地真珠湾の司令官を兼任した。1937年9月には第2哨戒飛行隊司令官となり、1938年6月3日まで同職に留まった。
1939年7月14日、ホィッティングはニューヨークの海軍第三管区の東部地区海軍航空機総監に就いた。

### 第二次世界大戦
1941年12月7日にアメリカ合衆国が第二次世界大戦に参戦すると、ホィッティングは1943年2月19日にニューヨークのブルックリンにある海軍航空基地ニューヨークの指揮官となり、第三海軍区の地方航空官を兼任するまで総監督としての職務を継続した。彼は最後までこの任を務めた。

## 死去
1943年4月24日、メリーランド州ベセスダのウォルター・リード国立軍事医療センターに入院していたホィッティングは心臓発作により死去した。
1943年4月27日にニューヨークのラーチモントで行われた葬儀では、海軍次官のジェームズ・フォレスタル、航空局長のジョン・S・マケイン・シニア少将、
ジョージ・D・マレー少将、ハリー・フランク・グッゲンハイムらが名誉棺側添人となった。
自身の希望により、彼の遺灰はロングアイランド海峡の中央にあるエグゼキューション・ロックス灯台の沖合に海洋葬された。

## 記念
フロリダ州サンタローザ郡ミルトン近郊の海軍航空基地ホィッティング・フィールドは、ホィッティングにちなんで命名された。彼の未亡人であるエドナ・アンドレセン・ホィッティングは、1943年7月16日の就役式に出席した1,500人のうちの一人であった。『ホィッティング・フィールドは、潜水艦と航空分野の先駆者、海軍飛行士第16号、我が海軍における航空母艦の父、1943年4月24日に現役で亡くなったケネス・ホィッティングに敬意を表して名付けられた。』とある。
アメリカ海軍の艦艇では、水上機母艦ケネス・ホィッティング (AV-14)がホィッティングにちなんで命名されている。1943年12月15日の進水式では、エドナ・アンドレセン・ホィッティングが後援を務めた。本艦は1944年から1945年の第二次世界大戦後期、1952年から1953年の朝鮮戦争、そして1958年までの冷戦に従事した。
ホィッティングは1984年にフロリダ州ペンサコーラの国立海軍航空博物館にて殿堂入りを果たした。

## 勲章
| 海軍十字章               |
| 第一次世界大戦戦勝記念章 |
| アメリカ防衛従軍記章     |
| アメリカ従軍記章         |
| 第二次世界大戦戦勝記念章 |
| レジオンドヌール勲章     |

## 写真

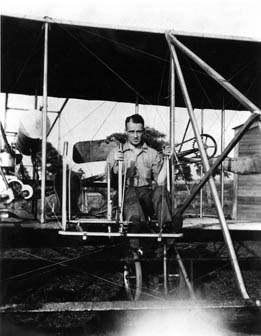
1914年、オハイオ州デイトンのライト社で飛行訓練を受けているホィッティング。
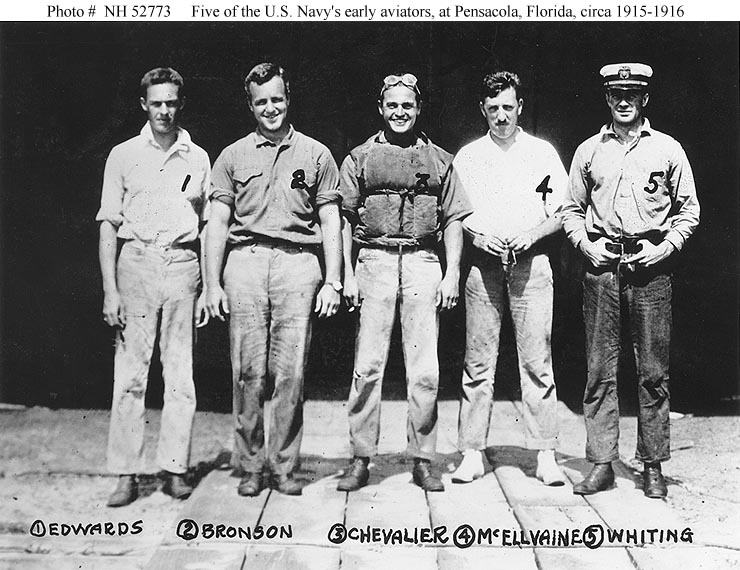
フロリダ州ペンサコーラの海軍航空基地で、初期のアメリカ海軍飛行士5人と一緒に写った写真の右端がホィッティング。
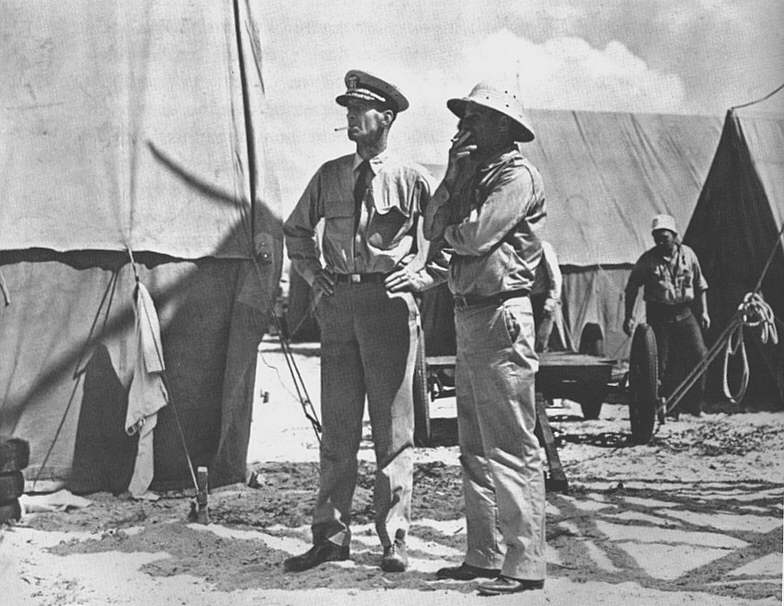
1937年、ハワイ諸島のフレンチフリゲート瀬にて、アーネスト・キングとホィッティング。